# Niklas Rudolf
Niklas Rudolf (* 6. März 1996 in Leipzig) ist ein deutscher Volleyball- und Beachvolleyballspieler.

## Karriere Halle
Rudolf spielte in seiner Jugend Volleyball in seiner Heimat beim VC Markranstädt, beim VC Leipzig und bei den L.E. Volleys. 2013 wechselte er in das Juniorenteam von VC Olympia Berlin, mit dem er 2013/14 in der zweiten Bundesliga und 2014/15 in der ersten Bundesliga spielte. Danach wechselte Rudolf zum Zweitligameister SV Lindow-Gransee. Nach zwei Spielzeiten von 2015 bis 2017 wechselte er zurück in seine Heimat und bestritt die Saison 2017/18 bei den L.E. Volleys.

## Karriere Beach
Rudolf begann 2011 mit Beachvolleyball. Mit dem Oberbayern Clemens Wickler gewann er 2012 die Bronzemedaille bei den U18-Europameisterschaften in Brünn. An der Seite des Unterfranken David Sossenheimer wurde er 2013 deutscher U18-Vizemeister und gewann die Bronzemedaille bei der U18-Europameisterschaft in Maladsetschna (Weißrussland). 2014 spielte Rudolf an der Seite von Max Betzien und Eric Stadie, mit dem er an den Olympischen Jugendspielen in Nanjing teilnahm. Zusammen mit Clemens Wickler wurde Rudolf in Cesenatico U20-Europameister. 2015 ist auch der Solinger Daniel Wernitz sein Partner. 2016 startete Rudolf mit Lars Lückemeier in die Saison, welcher diese jedoch verletzungsbedingt früh beenden musste. Nach wechselnden Partnern konnte er 2017 die deutsche Meisterschaft mit seinem finnischen Partner Santeri Sirén erreichen. 2018 startete er mit Felix Glücklederer und 2019 wieder mit Daniel Wernitz bei nationalen Turnieren. Januar 2021 startet Rudolf mit Manuel Harms in die German Beach Trophy.